# Mikoła Szczahłou-Kulikowicz
Mikoła (Mikałaj) Szczahłou-Kulikowicz (biał. Мікола (Мікалай) Шчаглоў-Куліковіч; ros. Николай Щеглов-Куликович, Nikołaj Szczegłow-Kulikowicz; ur. 4 kwietnia 1896 roku na Smoleńszczyźnie lub 13 października 1896 roku w Moskwie, zm. 31 marca 1969 roku w Chicago) – radziecki śpiewak, dyrygent, muzykolog, działacz społeczno-kulturalny, kompozytor, pisarz i publicysta, emigrant.
Był z pochodzenia Białorusinem. W młodości mieszkał w Tule, gdzie śpiewał w cerkiewnym chórze. Ukończył szkołę cerkiewną w Moskwie. Następnie do 1925 roku pracował w miejscowym konserwatorium muzycznym. Jako śpiewak (alt) odbywał koncerty w różnych miastach ZSRR, jak też za granicą. W latach 30. zajmował się zbieraniem i badaniem ludowych pieśni Smoleńszczyzny. Przez pewien czas żył na Ukrainie. W 1936 roku zamieszkał w Mińsku, gdzie pracował jako redaktor muzyczny w Radiu Białoruskim. Od 1937 roku był dyrygentem orkiestry symfonicznej białoruskiego radiokomitetu. Współtworzył miński Teatr Opery i Baletu Białorusi. Pisał artykuły do pisma „Sowietskaja muzyka”. Po ataku wojsk niemieckich na ZSRR 22 czerwca 1941 roku powrócił do badań folklorystycznych muzyki białoruskiej, które zaowocowały opublikowaniem w 1943 roku zbioru pieśni w języku białoruskim pt. „Zbornik kupalskich i żniunych biełaruskich pieśniau”. Współpracował z kolaboracyjnymi pismami „Biełaruskaja hazeta” i „Nowy szlach”. Uczestniczył we wszechbiałoruskim soborze cerkiewnym. Następnie zajął się reformowaniem białoruskiej muzyki cerkiewnej. W 1942 roku wydał pracę pt. „Biełaruskaja piesnia”. Napisał opery pt. „Lasnoje woziera” i „Usiasłau Czaradziej”. Kierował oddziałem muzycznym Białoruskiej Rady Kulturalnej, a następnia Białoruskiego Towarzystwa Kulturalnego. Wiosną 1944 roku brał udział w II wszechbiałoruskim kongresie, po czym ewakuował się do III Rzeszy, gdzie wydał publikację pt. „Biełaruskaja muzycznaja kultura”. Po zakończeniu wojny przebywał w obozie dla dipisów w Sielenbach, gdzie założył białoruską trupę teatralną. W II połowiec lat 40. prowadził białoruski teatr estrady. W 1950 roku wyemigrował do USA. Występował w teatrze muzycznej miniatury w Chicago. Następnie kierował chórem przy miejscowej cerkwi greckokatolickiej Chrystusa Odkupiciela. Napisał książki pt. „Biełaruskaja muzyka” (1953) i „Biełaruskaja sawieckaja opiera” (1957). Był też autorem artykułów w pismach emigracyjnych „Biełarus” i „Nowoje russkoje słowo”, a także pieśni i romansów. Pisał muzykę do spektakli dramatycznych. Opublikował kilka zbiorów pieśni białoruskich („Biełaruskija piesiennyja zborniki” (1954, 1955, 1960), „Kaladouszczyki” (1961), „Rodnyja matywy” (1967).